# Stor drakfena
Stor drakfena (Pseudocorynopoma doriae) är en fiskart som beskrevs av Perugia, 1891. Stor drakfena ingår i släktet Pseudocorynopoma och familjen Characidae. Inga underarter finns listade i Catalogue of Life.